# 詹爾達
詹爾達（？—？），字思理，號起鹏，江西撫州府樂安縣人，明朝政治人物。

## 生平
万历二十八年（1600年）庚子科江西乡试第五十名舉人，三十二年（1604年）甲辰科會試二百五十七名，三甲一百七十六名进士，刑部觀政，三十三年授遂安知县，三十六年调嘉善县，三十八年補兵部主事，四十三年升员外，四十四年升郎中，升湖廣参政，備兵湖南，勦武陵藍山之寇，平四川藺囚。值鄒滕白蓮教妖賊起，天启元年（1621年）升大名兵备按察使，二年升四川右布政，五年舉卓异，賜宴礼部，升河南左布政，六年升光禄寺卿管少卿事，七年二月以门户閑住。崇禎初以兵部侍郎起用，辭終養不赴。

## 家族
曾祖詹璉。祖父詹嘉甫。父詹德化（1545年-？），號寧宇，選貢生。母丘氏，繼母王氏。具慶下。娶黄氏。